# (19331) Stefanovitale
(19331) Stefanovitale est un astéroïde de la ceinture principale.

## Description
(19331) Stefanovitale est un astéroïde de la ceinture principale. Il fut découvert le 4 décembre 1996 à Cima Ekar par Maura Tombelli et Claudio Casacci. Il présente une orbite caractérisée par un demi-grand axe de 2,54 UA, une excentricité de 0,18 et une inclinaison de 9,1° par rapport à l'écliptique.